# Федеральний центр технічної освіти Ріо-де-Жанейро

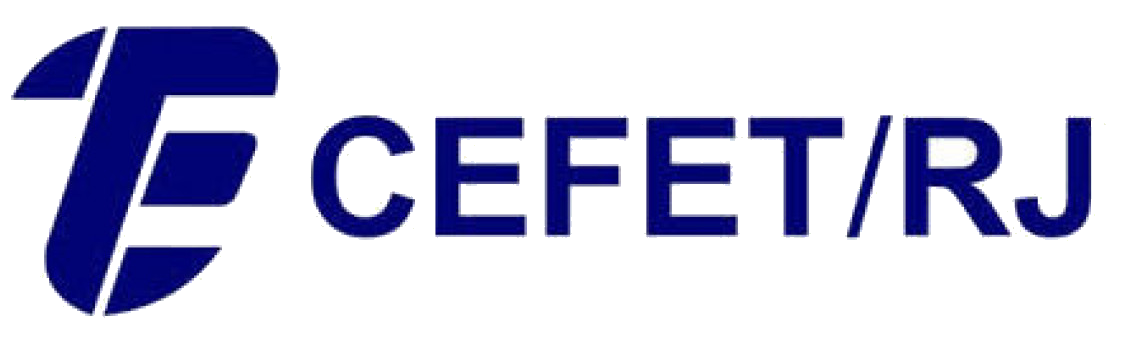
Логотип

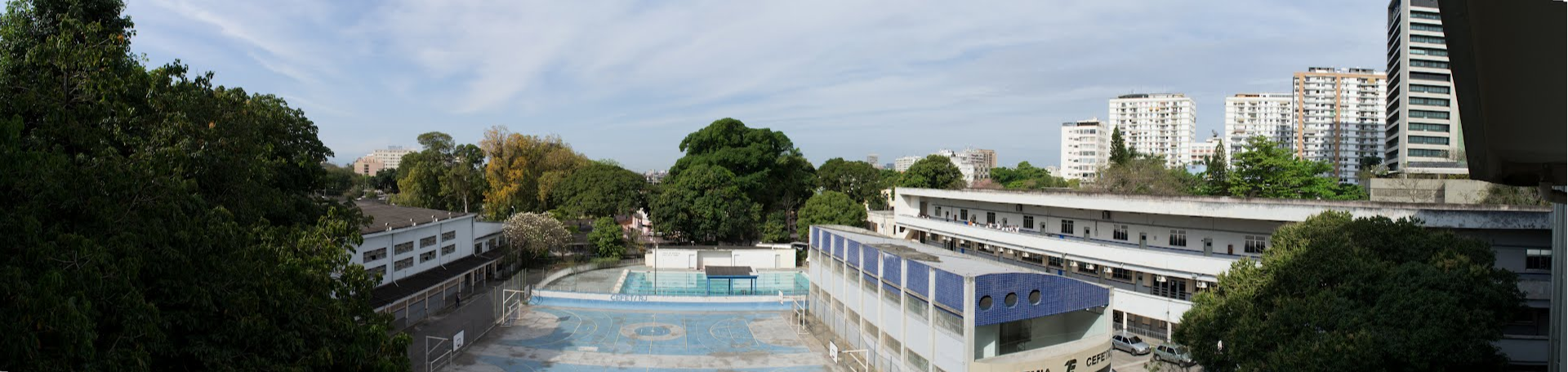
Панорама кампусу CEFET/RJ в Ріо

Федеральний центр технічної освіти Ріо-де-Жанейро (порт. Centro Federal de Educação Tecnológica do Rio de Janeiro, CEFET/RJ) також відомий як Федеральний центр технологічної освіти «Селсу Сукко да Фонсека» (порт. Centro Federal de Educação Tecnológica Celso Suckow da Fonseca (CEFET/RJ)) — одна з найстаріших бразильських федеральних освітніх установ, підпорядкованих безпосередньо Міністерству освіти Бразилії. ФЦТО/РЖ пропонує курси для студентів і аспірантів на додаток до існуючих технічних курсів у середній школі.
Заснований в 1917. Навчання в CEFET/RJ зосереджено в інженерних областях механіки, в сфері інформаційних технологій, електроніці, телекомунікаціях, металургії, нафтохімії та електротехніки.
Багатокампусна штаб-квартира Федерального центру технічної освіти знаходиться в Маракані, з додатковим кампусом в передмісті Ріо-де-Жанейро, Марія-да-Граса, і декількома іншими кампусами в різних містах штату Ріо-де-Жанейро.